# فيرونيكا سبيد رويج
فيرونيكا سبيد رويج (بالإسبانية: Veronica Cepede Royg)‏ مواليد 21 يناير 1992 في أسونسيون، هي لاعبة كرة مضرب باراغوايانية تلعب باليد اليمنى وتحتل حالياً المرتبة رقم. 130 (8 فبراير 2016) في تصنيف رابطة محترفات كرة المضرب. أعلى تصنيف لها في الفردي كان المركز الـ 128 في سنة 2014. أعلى تصنيف لها في الزوجي كان المركز الـ 112 في سنة 2015. شاركت في دورة الألعاب الأولمبية الصيفية.

## النهائيات

### الزوجي: 1 (الألقاب 1)
| الحصيلة | الرقم | التاريخ        | الدورة                    | الأرضية | الشريك         | المنافس             | النتيجة        |
| ------- | ----- | -------------- | ------------------------- | ------- | -------------- | ------------------- | -------------- |
| الفوز   | 1.    | 20 فبراير 2016 | بطولة ريو للتنس، البرازيل | ترابية  | ماريا إيروغيين | تارا مور كوني بيرين | 6–1, 7–6 (7–5) |

## الميداليات
| الميدالية | المسابقة                    |
| --------- | --------------------------- |
| برونزية   | دورة الألعاب الأمريكية 2015 |

## روابط خارجية
- فيرونيكا سبيد رويج على موقع رابطة محترفات التنس (الإنجليزية)
- فيرونيكا سبيد رويج على موقع الاتحاد الدولي لكرة المضرب (الإنجليزية)
- فيرونيكا سبيد رويج على موقع كأس بيلي جين كينغ (الإنجليزية)
- فيرونيكا سبيد رويج على موقع بطولة ويمبلدون (الإنجليزية)
- فيرونيكا سبيد رويج على موقع خلاصة التنس.كوم (الإنجليزية)
- فيرونيكا سبيد رويج على موقع إي إس بي إن.كوم (الإنجليزية)
- فيرونيكا سبيد رويج على موقع اللجنة الأولمبية الدولية (الإنجليزية)
- فيرونيكا سبيد رويج على موقع أوليمبيديا (الإنجليزية)